# 森聖二
森 聖二（もり せいじ、1963年12月7日 - ）は、日本の俳優、殺陣師。ガイズエンターテイメント所属。身長178cm、体重74kg。

## 出演

### テレビドラマ
- 暴れん坊将軍シリーズ
- あぶない刑事シリーズ
- 俺たちルーキーコップ（技闘として参加）
- 刑事貴族シリーズ
- 静かなるドン
- 銭形平次 第10話「切腹直前!殺人者にされた与力」
- 追跡
- ドクター・ヨシカの犯罪カルテ（技闘として参加）
- はみだし刑事情熱系
- 秘太刀 馬の骨
- 美人三姉妹の推理旅行2（2007年） - 小松崎力
- らんぼう（戸田陽平）

### 映画
- 嗚呼!!花の応援団
- テラ戦士Ψ BOY
- 武闘派刑事
- 国会へ行こう!
- フライ・ダディ・フライ
- 免許がない!
- ラスト サムライ（出演&日本キャスト殺陣指導担当）
- WASABI
- まだまだあぶない刑事
- ラブファイト（技闘として参加）

### オリジナルビデオ
- 名のない男
- 極道一匹狼

### 特撮
- ウルトラマンダイナ（ダイス星人）
- 七星闘神ガイファード（夜叉丸、ガイファード）

### ゲーム
- 七星闘神ガイファード クラウン壊滅作戦（速水耕一）